# Miró (rei sueu)

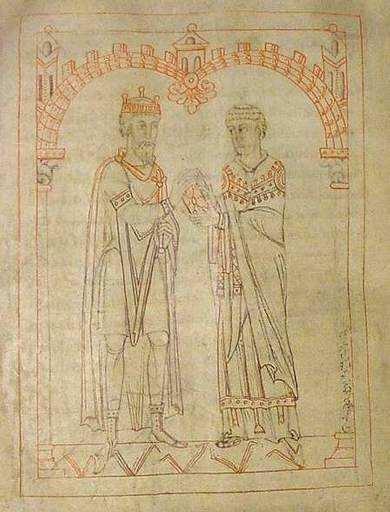
Miró i Martí de Braga, en un manuscrit de 1145, De virtutibus quattuor (Federzeichnung lm Co. 791, fol. 109v), actualment a la Biblioteca Nacional Austríaca.

Miró (? - 583) va ser rei dels sueus des del 569 al 583. Va estar casat amb la reina Sisegúntia.
Successor de Teodomir, la política expansionista visigoda va provocar que enviés ambaixadors al rei franc Guntram, que van ser interceptats per un altre rei franc, Khilperic. L'any 576, els seus temors es van fer certs, i una invasió visigoda comandada pel mateix rei Leovigild, que venia de derrotar els aspidus i els araucons, va penetrar en territori sueu. Miró va sol·licitar la pau, reconeixent segurament les conquestes sobre els araucons, territori que antigament havia estat sota control sueu, i sobre d'altres territoris, i Leovigild va acceptar-la. És en aquest moment quan Miró hauria passat a ser vassall del rei visigot.
L'any 582, segons la versió de Joan de Biclar i d'Isidor de Sevilla, Miró va actuar com a vassall del rei Leovigild ajudant-lo en la seva campanya contra Hispalis. Gregori de Tours diu que hauria anat a ajudar Hermenegild i un cop allí, Leovigild l'hauria derrotat i fet jurar fidelitat. Però aquesta última versió no sembla encertada, ja que Miró no en trauria cap benefici d'una aliança amb Hermenegild, i el seu exèrcit hauria hagut de travessar una gran extensió de territori enemic, exposant-se als atacs dels homes de Leovigild. A més a més, si Miró hagués volgut atacar Leovigild, no hauria anat a buscar-lo a la Bètica, sinó que hauria aprofitat les disputes internes per apoderar-se de territoris propers al seu regne. En darrer lloc, la font que defensa aquesta teoria escriu uns quants decennis després dels fets mentre que Joan de Biclar i Isidor en són contemporanis. El lloc on hauria mort aquest rei també varia segons la font. Segons Joan de Biclar i Isidor de Sevilla s'hauria permès al rei sueu entrar a la ciutat on hauria mort. En canvi Gregori de Tours diu que el rei va tornar a la Gal·lècia on va morir al cap de poc d'arribar-hi. L'únic en què coincideixen tots els autors és que la mort d'aquest rei va produir-se el 583. Fou succeït pel seu fill Eboric.